# جيش الولايات المتحدة العاشر
الجيش العاشر الأمريكي كان آخر جيش على مستوى القيادة يتأسس خلال حرب المحيط الهادئ ضمن الحرب العالمية الثانية وشمل فرقًا من كل من الجيش الأمريكي ومشاة البحرية الأمريكية.

## وصلات خارجية
- DTC.mil - Command and Control of the U.S. Tenth Army during the Battle of Okinawa